# Томский научно-исследовательский институт курортологии и физиотерапии
Томский научно-исследовательский институт курортологии и физиотерапии — научно-исследовательское и лечебное учреждение Томска.

## История
Впервые идея об организации физиотерапевтического института в Томске была высказана в 1920 году на первом Сибирском съезде невропатологов и психиатров. За осуществление идеи взялся в 1921 году известный томский врач Я. З. Штамов. В марте 1922 года приказом по Сибздраву на базе «Госпиталя активного резерва» (3-й нейрохирургический военный госпиталь) был открыт областной физиотерапевтический институт, который имел пять физиотерапевтических кабинетов, стационар на 125 коек, амбулаторию (с 1926 года — поликлинику) и налаженное хозяйство, в том числе водо- и грязелечебницу. Я. З. Штамов стал первым директором института и возглавлял его до 1929 года.
В 1923 году Наркомомат здравоохранения РСФСР утвердил положение о Томском бальнеофизиотерапевтическом институте и основное направление его деятельности, а также состав Учёного совета, в который входили: Я. З. Штамов, профессора М. Г. Курлов, И. А. Валединский, А. А. Боголепов, Н. Д. Либерзон, Н. Г. Гинсберг.
Задачами института были: изучение методов лечения естественными силами природы (климатобальнеотерапия и кумысолечение), научно-практическое применение электро-рентгено-механотерапии, лечебной гимнастики и трудотерапии, научно-практическая подготовка квалифицированных кадров.
Большой вклад в становление института в качестве консультантов и штатных сотрудников внесли будущие академики: Д. Д. Яблоков, Д. Д. Тимофеевский, А. И. Нестеров, А. Г. Савиных, В. М. Мыш, а также профессора: В. С. Пирусский, Н. И. Горизонтов, М. Г. Бутовский, П. А. Ломовицкий, А. С. Вишневский, З. А. Мазель, М. М. Шихов, Д. К. Завадовский и др. Профессором М. Г. Курловым была создана школа «Сибирская курортология».
С 1926 года институт стал госбюджетным учреждением и получил название «Государственный физиотерапевтический институт». Количество коек увеличилось до 225, открылось первое в Сибири онкологическое отделение на 40 коек (в 1936 году на его базе был организован филиал центрального онкологического института). Для лечения онкологических больных использовались соли радия и рентгенотерапия. Специализация за границей доктора А. И. Нестерова в 1927 году и закупка электрокардиографического и другого оборудования, позволили развернуть в институте первое в Сибири специализированное лечебно-диагностическое подразделение для больных с сердечно-сосудистой патологией. В том же году на базе института был создан первый межобластной санаторий-городок для лечения подростков. В 1931 году по проекту профессора И. А. Валединского была оборудована первая грязелечебница, а по инициативе основоположника отечественной климатотерапии и лечебной физкультуры В. С. Пирусского были открыты первые в СССР пионерские лагеря санаторного типа на курорте «Озеро Шира» и в Томской области.
В годы Великой Отечественной войны на базе института был организован эвакогоспиталь, затем действовала больница восстановительной хирургии для инвалидов войны. В конце 1946 года институт вновь был открыт, но сначала как хозрасчетное физиотерапевтическое учреждение санаторного типа. В 1947 году оно было реорганизовано в научно-исследовательский институт физических методов лечения областного подчинения. С 1947 года, после восстановления лабораторий и других подразделений, институт вновь приступил к научным исследованиям. В 1956 году получил статус республиканского учреждения с курацией всей территории Сибири и Дальнего Востока. С 1965 года — научно-исследовательский институт курортологии и физиотерапии.